# 해안경비대
해안경비대(海岸警備隊, 영어: coast guard)는 주로 주권이 미치는 해양과 내 수역 (하천 · 호수)에서 경비 구난 활동하는 조직이다. 해안경비대를 조직하지 않고 해군이나 해양경찰이 임무를 수행하고 있는 나라도 있다. 또한 해군의 일부로 설치하는 나라도 있다.

## 역할
해안경비대에 위탁할 수 있는 책임은 다음과 같다.
- 수색과 구조,
- 해양법의 집행,
- 선박의 안전,
- 항로의 유지관리 및 국경 통제.

전시에 일부 국가 해안 경비대 조직은 항구 방어, 항구 보안, 해군 방첩 및 해안 순찰을 담당하는 해군 예비군으로서의 역할을 할 수 있다.
해안 경비대는 관할권에 따라 다른 나라의 군대, 법 집행 기관 또는 수색 구조 기관의 한 분파가 될 수 있다. 예를 들어, 미국 해안경비대는 법 집행 권한을 가진 전문적인 군사 분과인 반면, 영국의 HMCG는 수색 구조를 주요 역할로 하는 민간 단체이다. 대부분의 해안 경비대는 각자의 역할을 수행하기 위해 헬리콥터와 해상 비행기를 포함한 선박과 항공기를 운영한다.
아일랜드 해안 경비대와 같은 일부 해안 경비대는 보통 관할 구역에 정박한 선박을 검사하는 등 해양 안전법을 시행하는 데 있어 매우 제한적인 법 집행 역할만 한다. 해안 경비대가 구조 작업을 수행하기보다 조정하는 데 주로 관심이 있는 경우, 구명정은 종종 영국 왕립 국립 구명정 기관과 같은 민간 자원 단체에서 제공되는 반면, 항공기는 HMCG의 자체 헬리콥터 외에도 이전에 영국 공군과 영국 해군이 운영했던 Sea Kings와 같은 국가의 군대에서 제공될 수 있다.

## 세계 각국의 해안경비대

### 아시아

#### 중국
중국 해경총국(영어:China Coast Guard, 중국어: 中国海警)는 중화인민공화국의 영해에서 해상 수색 및 구조를 위한 조정 기관의 역할을 한다. 2013년 공안부 산하 공안국경부대, 중국해양안전관리국, 중국해양감시국, 중국수산법집행사령부 등 4개 기관의 통합으로 결성되었다. 2018년 3월, 중국공산당 중앙군사위원회(CMC) 직속의 인민무력경찰의 지휘하에 놓였다.

### 아메리카

#### 미국
2022년 현재 미국 해안경비대에는 40,757명의 현역 해안 경비대원,
6,240명의 예비군, 약 26,000명의 보조 요원 및 7,100명 이상의 정규직 민간 직원이 근무하고 있다. 해안 경비대는 해안 및 해양을 오가는 243척의 경비함, "커터"라고 불리는 예인선 및 쇄빙선, 1650척의 소형 보트로 구성된 광범위한 함대와 201대의 헬리콥터 및 고정익 항공기로 구성된 광범위한 항공 부서를 유지하고 있다. 미국 해안경비대는 규모 면에서 미국 육군,해군,공군,해병대에 이어 가장 작은 곳 다음이지만 세계에서 가장 큰 해안 경비대이다.

### 유럽

#### 영국
영국에서는 국왕 폐하의 해안 경비대가 IMO, 수색 구조, 오염 대응, 선박 교통 관리, 해상 안전, 사고 및 재난 대응 및 해상 보안에서 요구하는 9가지 기능 중 6가지 기능을 수행한다. 나머지 3가지 IMO 기능인 세관/국경 통제, 어업 통제 및 법 집행은 각각 국경군, 환경청 및 경찰이 담당한다. HM 해안 경비대는 해표 유지 관리에 대한 역할이 없으며 대신 트리니티 하우스, 북부 등대 위원회(스코틀랜드) 및 아일랜드 조명 위원회(북아일랜드)가 담당한다.

#### 프랑스
프랑스에서 어페어즈 해사는 해안경비대와 가장 가까운 조직이다. 각 지역에서는 Maritime Principle이라고 불리는 해군 제독이 해상에서의 행동을 위한 모든 국가 서비스의 조정을 담당한다.(해군, 어페어즈 해사, 헌병 및 프랑스 관세청 해안경비대). 자선단체인 Société Nationale de Sauvetage en Mer는 대부분의 인명 구조 의무를 지역 수준에서 제공한다.

## 같이 보기
- 국경경비대